# Formacja głowy i ramion
Formacja głowy i ramion jest bardzo często występującą na wykresach cenowych formacją analizy technicznej. W przypadku, kiedy na rynku trend wzrostowy powoli zaczyna tracić swój impet, formacja ta kształtuje się jak na rysunku.

W momencie osiągnięcia punktu A, przy znacznym wolumenie, następuje korekta, wyznaczająca poziom wsparcia B. Następny wierzchołek w punkcie C jest wyżej niż poprzedni, jednak został osiągnięty przy niższym wolumenie. Tworzy on głowę w tej formacji. Korekta w punkcie D dociera niemalże do poziomu poprzedniej, następnie kolejny ruch wzrostowy wyznacza wierzchołek drugiego ramienia, punkt E, niżej od głowy i przy jeszcze mniejszym wolumenie. Potwierdzenie tej formacji następuje przy przebiciu linii szyi uformowanej przez dołki B i D. Zasięg tej formacji mierzony jest za pomocą pionowej odległości pomiędzy szczytem głowy i linią szyi. Jeżeli w przykładowym punkcie F, w którym zasięg wybicia nie został jeszcze osiągnięty, nastąpi powrót, najbardziej prawdopodobne jest odbicie od linii szyi, co pokazuje punkt G, i kontynuacja ruchu we wcześniej zapoczątkowanym kierunku. Podobnie jak w przypadku formacji repo, również formacja głowy i ramion pozostaje w mocy do momentu osiągnięcia maksymalnego zasięgu formacji, lub ponownego przebicia linii oporu. Jeżeli owo przebicie nastąpi, ma miejsce niespełnienie i najprawdopodobniej silny ruch w górę. Wczesne ostrzeżenie o możliwości niespełnienia może wystąpić jeżeli po przebiciu linii szyi rynek znajdzie się w fazie chwilowej konsolidacji napotykającej istotny poziom wsparcia. Jednak niespełnienie staje się faktem dopiero w momencie przebicia linii szyi. Antycypowanie tego stanu rzeczy jest bardzo ryzykowne.